# 古曲
古曲（こきょく）は、音楽ジャンルの一種である。新しい時代に作られた曲を指す「新曲」に対して古い時代に作られた楽曲を指す言葉として使われる。

## 筝曲
筝曲では元祿以後から貞享年間までに八橋検校が制定した表裏2曲「表組・裏組」から構成される組歌と『雲井弄斎』のことを指す。
1926年刊行の山田流箏曲の歌詞集『山田流 箏歌八葉集』では、八橋検校の曲の中でも大正時代に演奏頻度が少なくなっていた『布袋』『夏やせ』『めぐりあふせ』『あけがらす』『葉隠』『竹いかだ』『かさのうち』『相生』『曲水』『花妻』『夏』『花のかがみ』の12の小品が消滅の危機に瀕している古曲として扱われている。

## 三味線
三味線音曲の中でも浄瑠璃の河東節・一中節・宮薗節（薗八節）と長唄から派生した荻江節の4つの流派のことを指す。
義太夫、長唄、常磐津などと比べると知っている人が少ないということから、1919年（大正8年）に町田佳聲が命名した言葉で、1925年にNHKのラジオ放送種目に用いられたことや、『古曲の夕べ』『古曲の午後』などの番組名に使われたことで普及し、1933年に笹川臨風が古曲鑑賞会を初めて一般的な言葉となり、現在では1962年に創立された財団法人古曲会を中心にその伝承・普及活動や後継者育成が実施されている。
古曲の例として、楽曲『茶の湯音頭』の元となったとされている古曲『女手前』などがあげられる。
三味線での古曲は、演奏者が少数で珍しいというだけでなく演奏者が重複しており、1人2つ以上の曲を習得している人が多く、纏め易いという利点も存在している。